# Оберхаузен (Пајсенберг)
Оберхаузен (њем. Oberhausen) општина је у њемачкој савезној држави Баварска. Једно је од 34 општинска средишта округа Вајлхајм-Шонгау. Према процјени из 2010. у општини је живјело 2.146 становника. Посједује регионалну шифру (AGS) 9190135.

## Географски и демографски подаци
Оберхаузен се налази у савезној држави Баварска у округу Вајлхајм-Шонгау. Општина се налази на надморској висини од 590–663 метра. Површина општине износи 14,9 km². У самом мјесту је, према процјени из 2010. године, живјело 2.146 становника. Просјечна густина становништва износи 144 становника/km².